# Annemarie Schwarzenbach

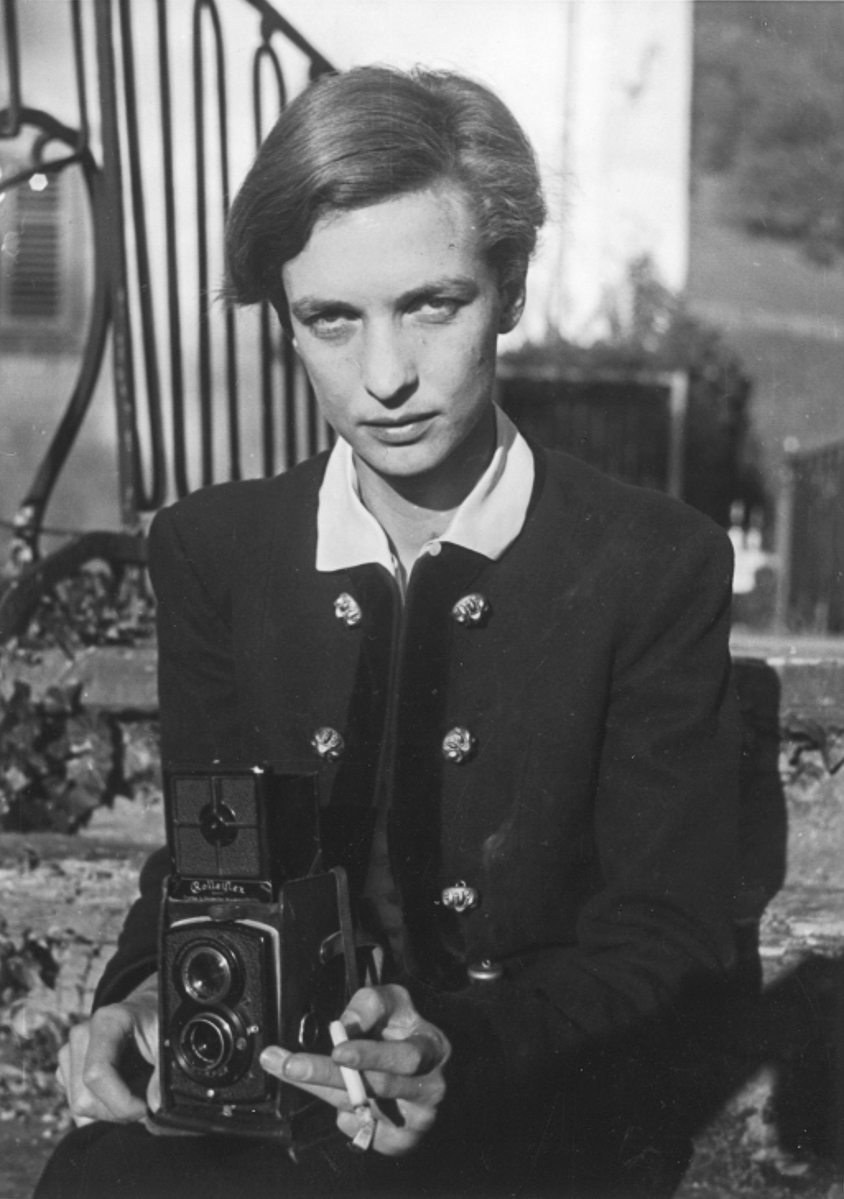
Annemarie Schwarzenbach mit ihrer zweiäugigen Rolleiflex Standard 621-Kamera porträtiert von Anita Forrer, Malans, 1938

Annemarie Schwarzenbach (* 23. Mai 1908 in Zürich; † 15. November 1942 in Sils im Engadin; heimatberechtigt in Thalwil) war eine Schweizer Schriftstellerin, Journalistin und Fotografin.

## Leben

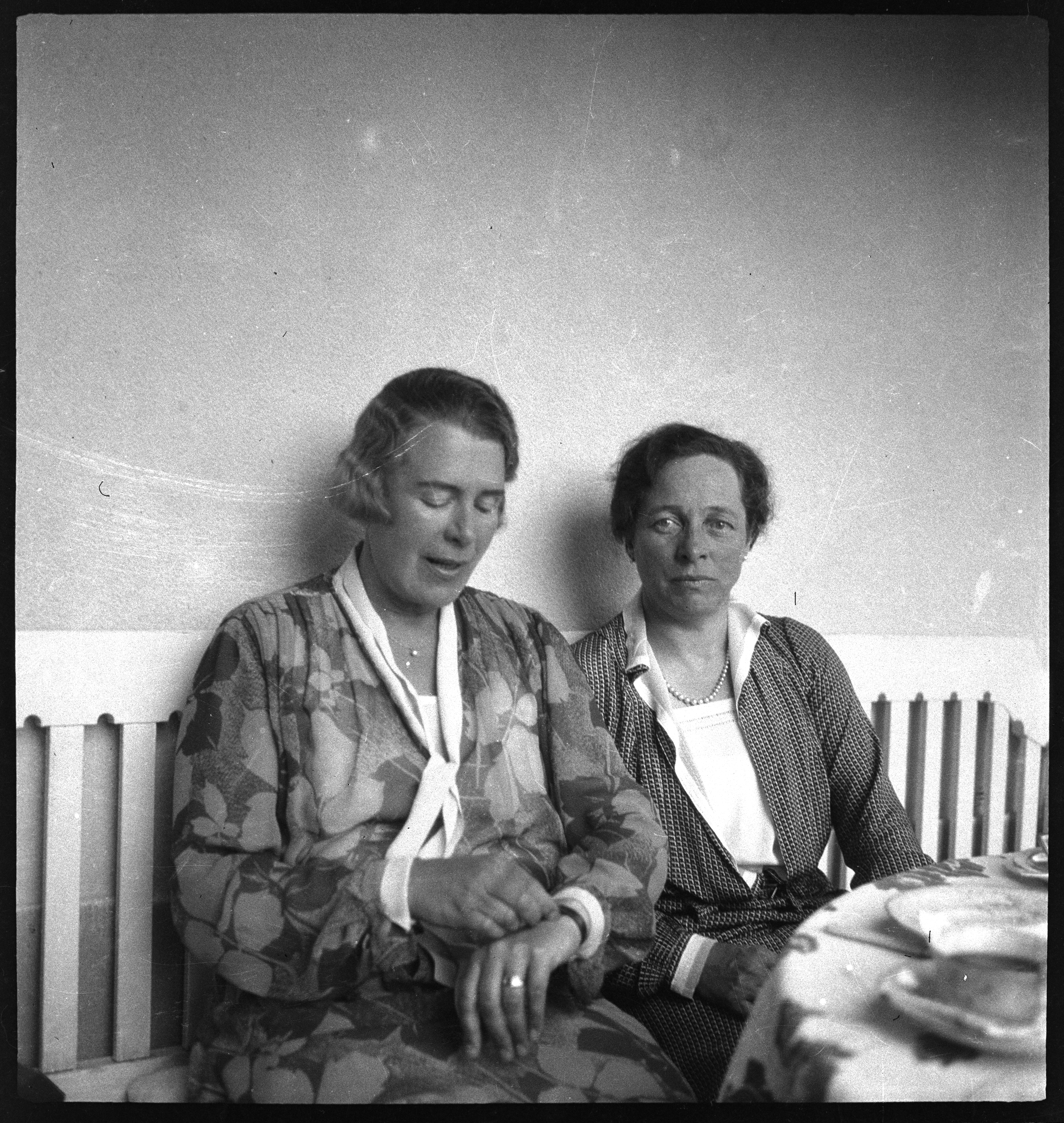
Renée Schwarzenbach-Wille (r.) und ihre Freundin, Emmy Krüger (l.), fotografiert von Annemarie Schwarzenbach, Bocken in Horgen, 1933

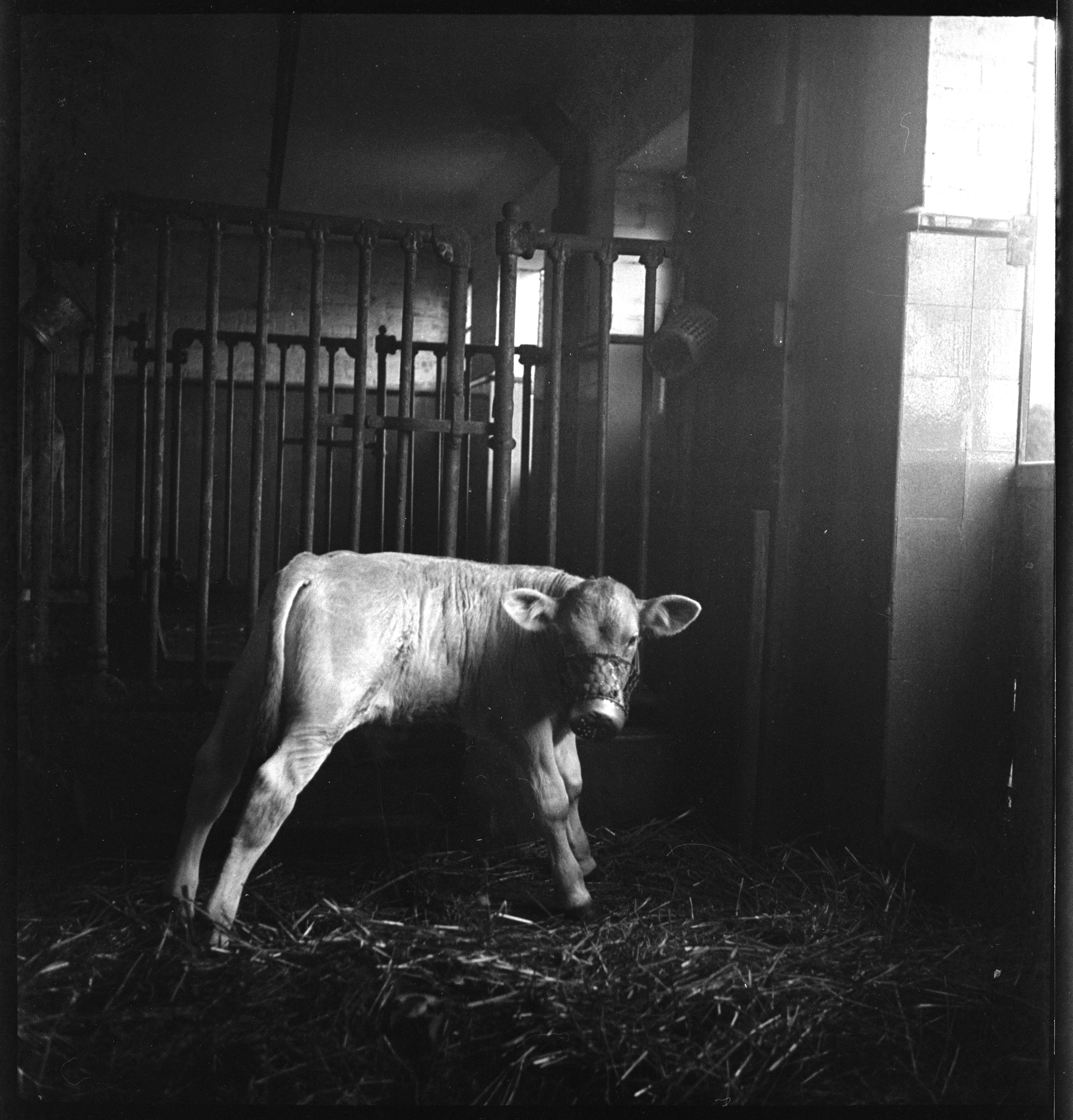
Kalb mit Maulkorb, Gutshof Bocken in Horgen, 1933

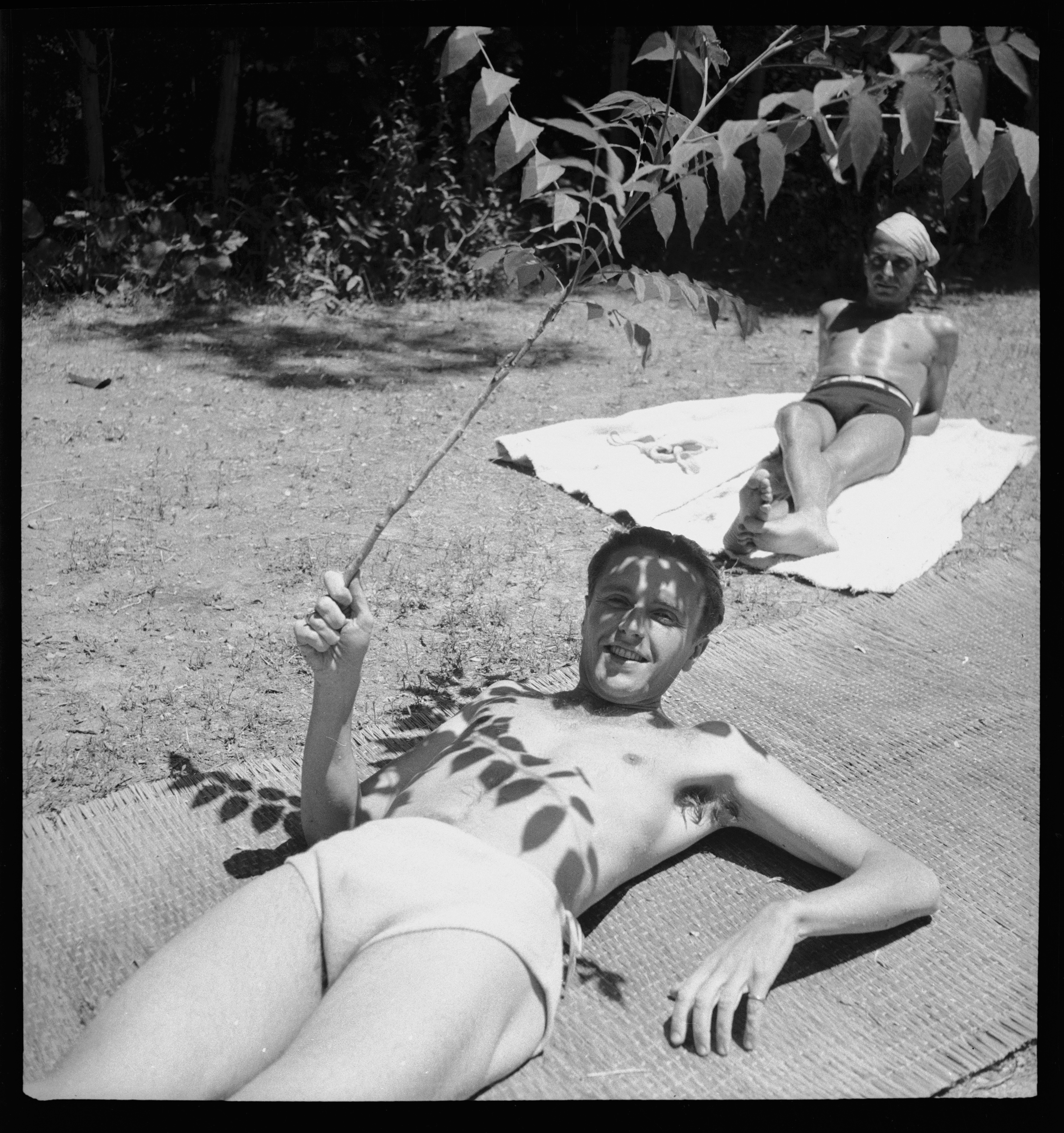
Claude-Achille Clarac, fotografiert von seiner Ehefrau, Annemarie Schwarzenbach, Farmanieh, Persien, 1935

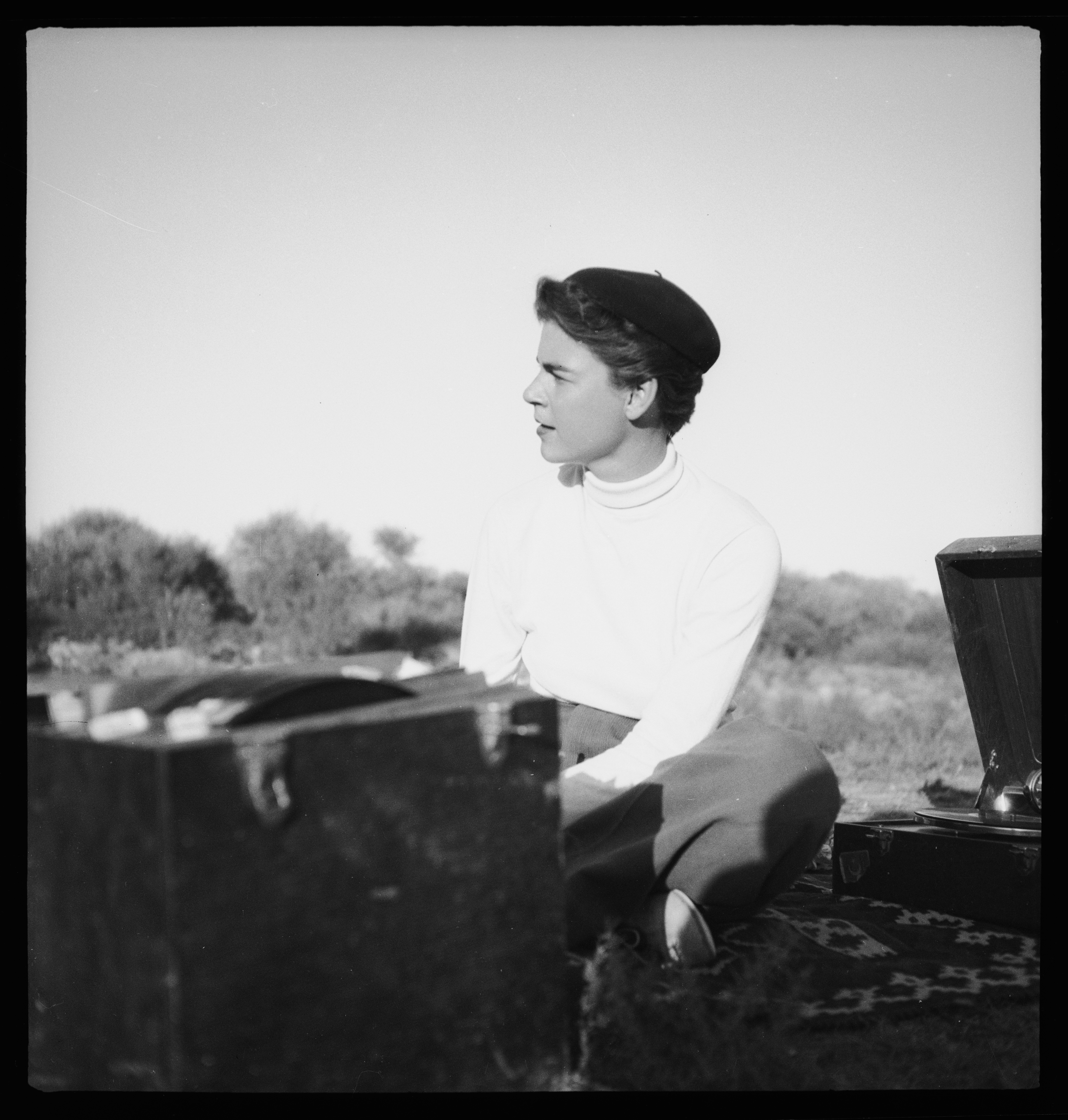
Barbara Hamilton-Wright, fotografiert von Annemarie Schwarzenbach, Persien, 1935

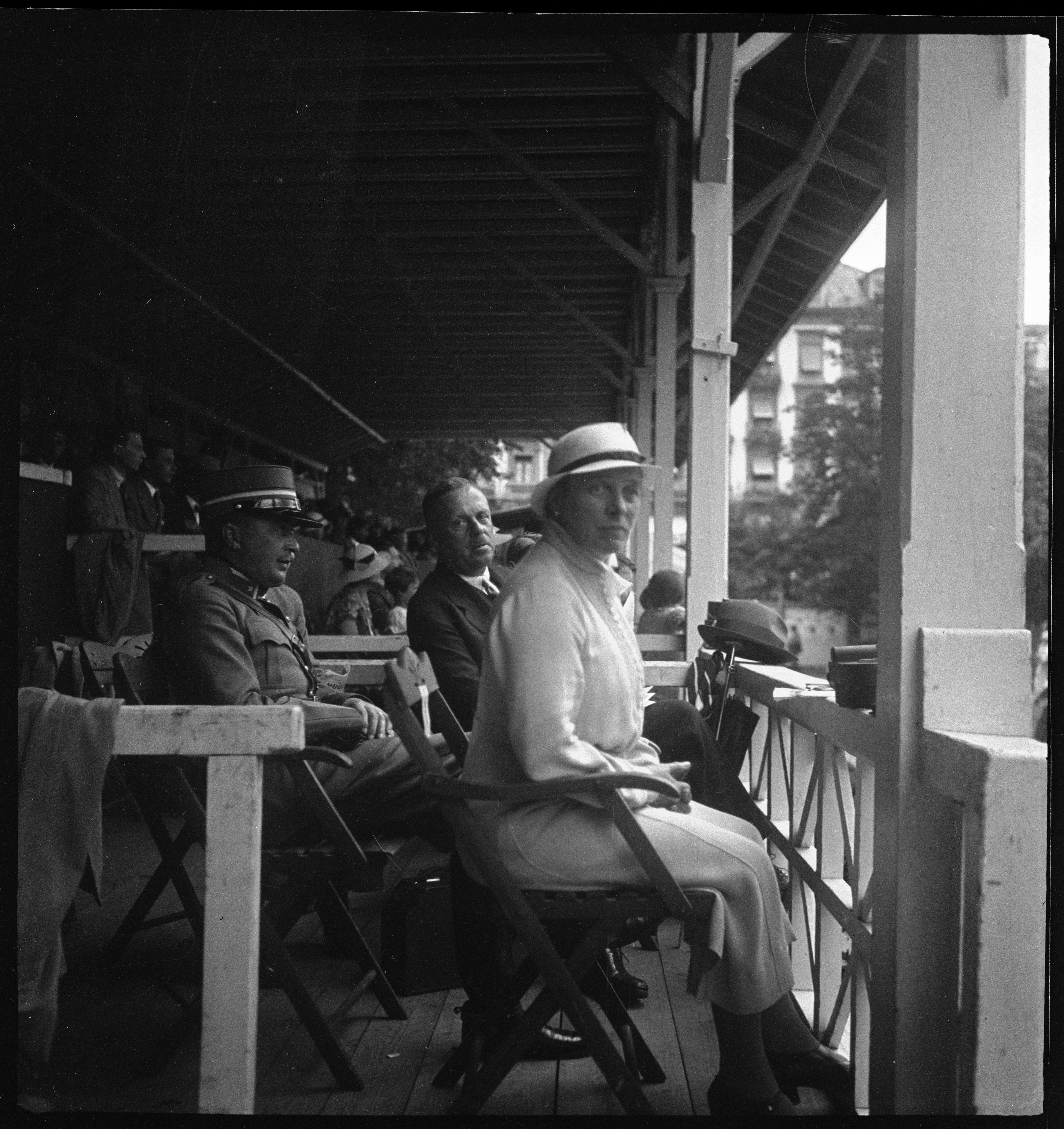
Die Eltern Alfred und Renée Schwarzenbach, Reitveranstaltung, Luzern, 1933

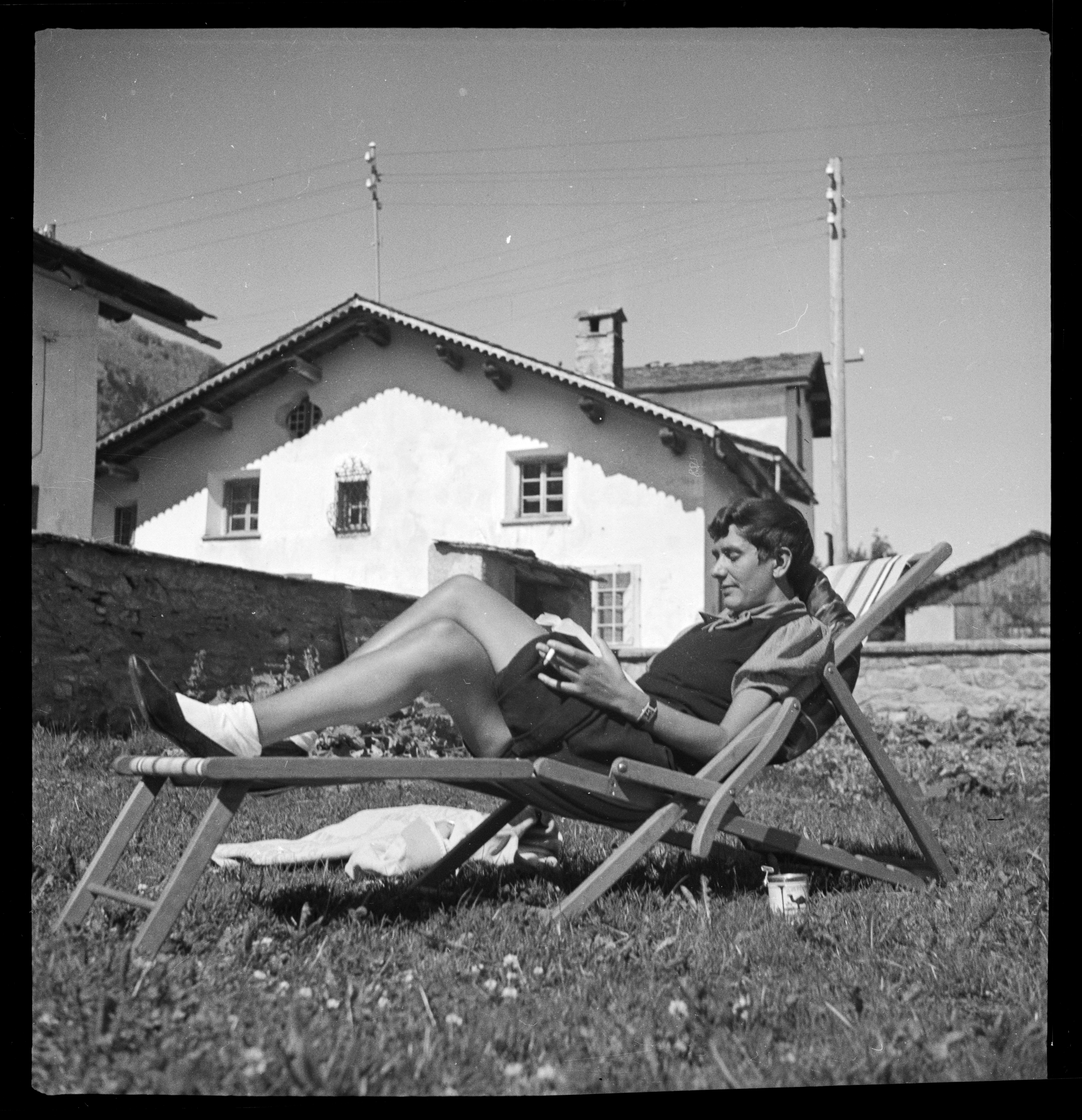
Erika Mann liegend vor dem «Haus Jäger», Schwarzenbachs Wohnung in Sils im Engadin, fotografiert von Annemarie Schwarzenbach, 1936

Reiseroute von Ella Maillart und Annemarie Schwarzenbach nach Afghanistan, 1939

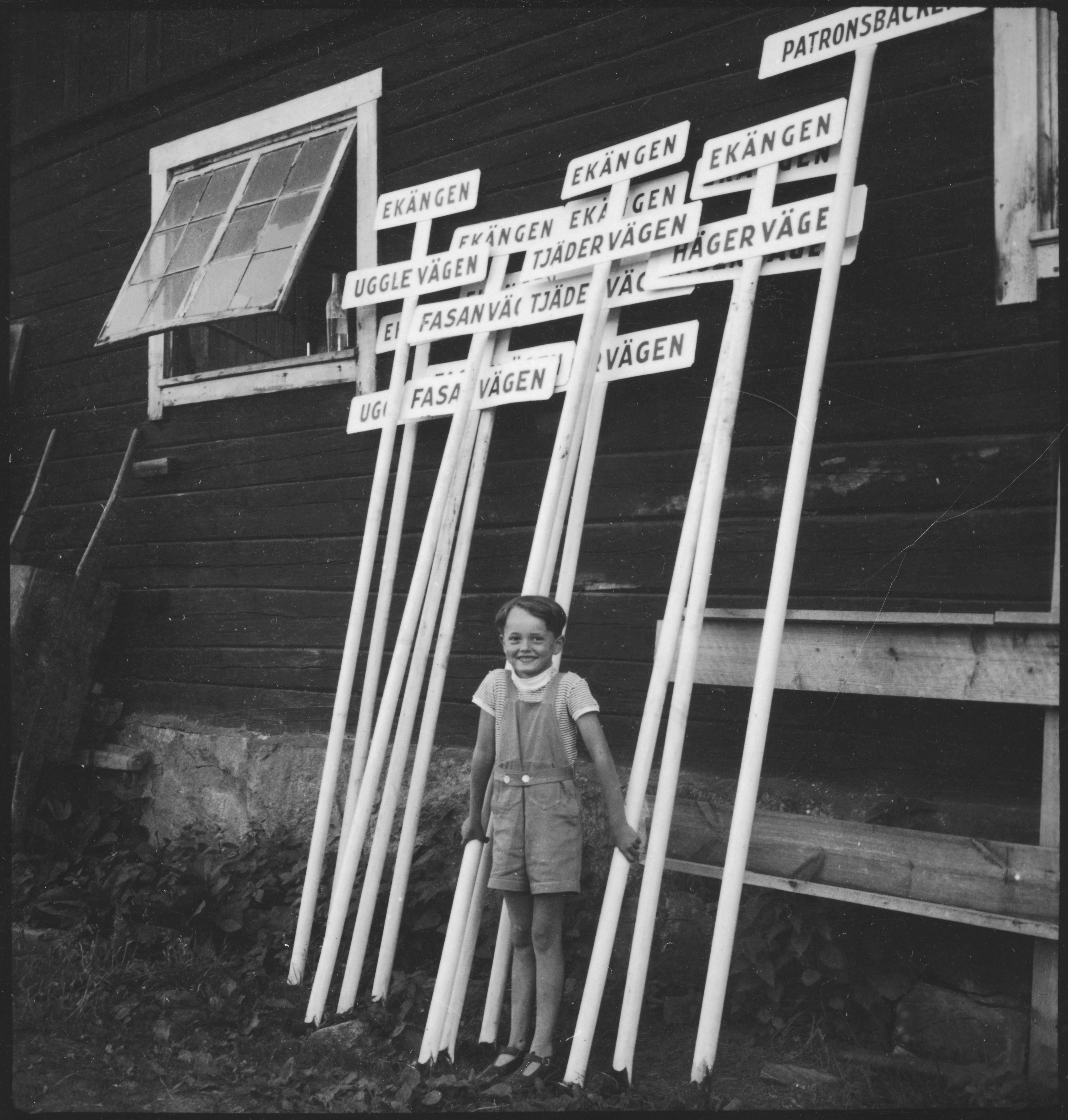
Neffe Peter Öhman, fotografiert von Annemarie Schwarzenbach, Schweden, 1937

Annemarie Schwarzenbach stammte aus der reichen Zürcher Industriellenfamilie der Schwarzenbachs. Ihr Vater Alfred Emil Schwarzenbach, Sohn von Robert Schwarzenbach, war ein wohlhabender Industrieller und einer der grössten Seidenfabrikanten der Welt. Er besass Seidenwebereien in Thalwil bei Zürich und im Ausland. Ihre Mutter Renée Schwarzenbach-Wille war die Tochter des Generals Ulrich Wille, der im Ersten Weltkrieg Oberbefehlshaber der Schweizer Armee war, und die Enkelin des Journalisten François Wille und der Schriftstellerin Eliza Wille. Der spätere rechtspopulistische Schweizer Publizist und Politiker James Schwarzenbach war ihr Cousin.

Annemarie Schwarzenbach vor dem Abflug in Dübendorf, Foto: Swissair, ETH-Bibliothek Zürich, September 1939

Sie wuchs in der Seegemeinde Horgen auf dem stattlichen Landgut Bocken auf. Mit 16 Jahren gründete sie als begeisterte Sportlerin den ersten Frauen-Feldhockeyverein in der Westschweiz. In Paris und Zürich studierte sie Geschichte. 1931  wurde sie mit einer Arbeit zur Geschichte des Oberengadins im Mittelalter und zu Beginn der Neuzeit promoviert. Erste journalistische Veröffentlichungen sowie literarische Texte entstanden noch während ihrer Studienzeit.
Kurz nach Abschluss ihres Studiums debütierte Annemarie Schwarzenbach mit dem Roman Freunde um Bernhard. Das Werk wurde von der Kritik gelobt. So sprach das Stuttgarter Neue Tagblatt davon, das Buch sei mit «bemerkenswerter Eigenart und sicherem Stilgefühl gestaltet» sowie «[k]lug gesehen und erfaßt». «Die Sicherheit im seelischen Erfühlen macht aufhorchen», urteilte die Basler National-Zeitung. Das Fazit der Augsburger Neueste Nachrichten lautete: «Es ist etwas Wundervolles um dieses Buch.»
Im Jahr 1931 hielt sich Annemarie Schwarzenbach öfter in Berlin auf und stand in engem Kontakt mit Klaus und Erika Mann in München. In diese Zeit fallen auch ihre ersten Erfahrungen mit Morphin. Schwarzenbachs Verhältnis zu ihrer Mutter war sehr gespannt, unter anderem aufgrund ihrer antifaschistischen Einstellung. Einige Mitglieder der Familie Schwarzenbach/Wille sympathisierten nach 1933 mit der «Schweizer Front», die eine Annäherung der Schweiz an das nationalsozialistische Deutschland befürwortete, während sich in Annemarie Schwarzenbachs Freundeskreis zahlreiche jüdische und politische Emigranten aus Deutschland befanden.
So führte sie nach 1933 selbst teilweise das Leben einer Migrantin und reiste in verschiedene Länder, öfter zusammen mit Klaus Mann, dessen literarische Exilzeitschrift Die Sammlung sie finanziell unterstützte. Ein weiteres Engagement war die Unterstützung des Exil-Kabaretts Die Pfeffermühle.
1933 begab sich Annemarie Schwarzenbach gemeinsam mit der Fotografin Marianne Breslauer auf eine erste journalistische Reise nach Spanien. Im gleichen Jahr fuhr sie nach Persien. Nach der Rückkehr in die Schweiz reiste sie 1934 nach Moskau, wo sie zusammen mit Klaus Mann am ersten Allunionskongress sowjetischer Schriftsteller teilnahm.
Anfang der 1930er Jahre las sie aus ihren Werken auch im Rundfunk.
1935 kehrte Annemarie Schwarzenbach nach Persien zurück und heiratete dort – trotz ihrer lesbischen Orientierung – den ebenfalls homosexuellen französischen Diplomaten Claude-Achille Clarac. 1937 recherchierte sie in Moskau für ihr Buch über den Schweizer Expeditionsbergsteiger Lorenz Saladin, der im Jahr zuvor nach einer Besteigung des Khan Tengri in Kirgistan gestorben war. 1939 hielt sie sich längere Zeit für einen Drogenentzug in Kliniken auf. Während dieser Zeit schrieb sie ihr Buch Das glückliche Tal.
Gemeinsam mit der Schweizer Schriftstellerin Ella Maillart reiste sie im Juni 1939 in einem Ford V8 91A Deluxe von Genf aus über Istanbul, Trabzon und Teheran über Land nach Afghanistan. Im September, zum Ausbruch des Zweiten Weltkrieges, hielt sie sich in Kabul auf. Schwarzenbach war bereits kurz nach Beginn der Reise rückfällig geworden, weshalb sie und Maillart sich in Kabul trennten. Schwarzenbach fuhr allein mit dem Auto nach Indien und kehrte nach Europa zurück. Maillart dokumentierte diese Reise in Der bittere Weg, während Schwarzenbach Feuilleton-Artikel, Aufsätze und Fotoreportagen veröffentlichte.
Danach zog es sie in die USA, wo sie in New York erneut mit den Geschwistern Mann zusammentraf. Dort lernte sie auch die Schriftstellerin Carson McCullers kennen, die sich Hals über Kopf in Schwarzenbach verliebte. Sie erwiderte deren Gefühle nicht, blieb jedoch während ihrer Zeit in den USA mit den McCullers befreundet und schrieb mehrere wohlwollende Rezensionen zu McCullers Debütroman The Heart Is a Lonely Hunter.
Auch in den USA musste Schwarzenbach sich wegen ihrer Morphiumsucht, schwerer Depressionen und Suizidversuchen mehrfach in psychiatrische Behandlung begeben. Nach einem Besuch bei ihrem Ehemann in Tétouan im Juni 1942 kehrte Schwarzenbach wieder in die Schweiz zurück. Am 7. September 1942 stürzte sie im Engadin mit ihrem Fahrrad und zog sich eine schwere Kopfverletzung zu, an der sie nach einer Fehldiagnose und anschliessenden Fehlbehandlungen am 15. November starb.

## Nachlass
Unmittelbar nach dem Tod Schwarzenbachs brachen Konflikte um ihren Nachlass aus. Es galt das Testament, das Schwarzenbach 1938 verfasst hatte und in dem sie ihrem Bruder ihr Vermögen und Anita Forrer, ihrer damaligen Freundin, ihr restliches Eigentum inklusive ihrer Briefe und Manuskripte vererbte. Forrer und Erika Mann sollten gemeinsam Schwarzenbachs literarischen Nachlass verwalten und über die Herausgabe ihrer unpublizierten Manuskripte entscheiden. Zum Zeitpunkt von Schwarzenbachs Tod hielt sich Forrer in den USA auf. Schwarzenbachs Mutter nutzte dies, um vollendete Tatsachen zu schaffen. Sie löste Schwarzenbachs Haushalt auf und vernichtete alle Briefe, die sie finden konnte. Deswegen haben sich nur wenige an Schwarzenbach gerichtete Briefe erhalten. Forrer kehrte 1943 zurück und erhielt von Renée Schwarzenbach die Tagebücher, Manuskripte und Fotos ihrer Tochter. Später bat sie Forrer, ihr die Tagebücher noch einmal zur Lektüre zu überlassen, und vernichtete diese. So hat sich nur Schwarzenbachs Tagebuch von 1939 von ihrer Afghanistan-Reise teilweise erhalten, da Maillart es abgetippt hatte. Schwarzenbachs Bibliothek, die noch vorhanden war, schenkte Forrer der evangelischen Kirchgemeinde Sils für deren öffentliche Bibliothek. Forrer und Mann waren verfeindet, weshalb es zu keiner Zusammenarbeit im Hinblick auf Veröffentlichungen aus dem Nachlass kam.
Forrer lagerte den ihr verbliebenen Rest des Nachlasses über Jahrzehnte in einem Koffer auf ihrem Dachboden. Erst als sie 1980 ihr Haus verkaufte, übergab sie die Unterlagen an das Schweizerische Literaturarchiv in Bern. Zum 75. Todestag am 15. November 2017 hat die Schweizerische Nationalbibliothek über 3000 Fotografien aus dem Bestand des Schweizerischen Literaturarchivs digitalisiert und online gestellt. Es handelt sich um Reisebilder, die Annemarie Schwarzenbach in den 1930er und 1940er Jahren in Europa, Afrika, Amerika und Asien aufgenommen hat.

## Wirkungsgeschichte
Zum Zeitpunkt ihres Todes war Annemarie Schwarzenbach die bekannteste Reiseschriftstellerin der Schweiz. Praktisch jede Schweizer Zeitung würdigte sie mit einem Nachruf. Doch danach geriet sie schnell in Vergessenheit. Dazu trug massgeblich der Umgang mit dem Nachlass und das Verhalten der Familie bei. Nur in autobiografischen Texten ihrer Freundinnen und Freunde wurde an sie erinnert. Allerdings erzwang Renée Schwarzenbach, dass bei deren Veröffentlichung Schwarzenbachs Identität mit Pseudonymen und Abkürzungen verschleiert wurde. So hiess Schwarzenbach in Ella Maillarts Bericht über die gemeinsame Afghanistanreise (Der bittere Weg, 1947) „Christina“ und in Klaus Manns Erinnerungen von 1949 „Annemarie S., das Schweizerkind“. Erst Ruth Landshoff-Yorck konnte in ihren 1963 veröffentlichten Memoiren Schwarzenbach mit vollem Namen nennen. Renée Schwarzenbach war vier Jahre vorher gestorben.
Schwarzenbachs Bücher waren über Jahrzehnte nicht lieferbar, und in Standardwerken zur Geschichte der Schweizer Literatur und Fotografie fehlte sie. Alexis Schwarzenbach, der eine Biografie über seine Grosstante verfasst hat, berichtete, dass auch in der Familie ihrer kaum gedacht wurde. Mitte der 1980er Jahre stießen die beiden Literaturwissenschaftler Charles Linsmayer und Roger Perret unabhängig voneinander auf Schwarzenbachs Nachlass im Schweizerischen Literaturarchiv in Bern. Beide entwickelten Pläne zur Herausgabe von Schwarzenbachs Werk, was sie 1987 öffentlich machten. Ein kritischer Bericht des Journalisten Niklaus Meienberg in der Weltwoche setzte sich im gleichen Jahr mit der deutschfreundlichen Gesinnung Ulrich Willes und seiner Familie, darunter seine Tochter Renée Schwarzenbach, auseinander. Über Annemarie Schwarzenbach schrieb er: „Eine lehnt sich auf und stirbt daran“. In seinem Bericht erschienen auch viele Fotos Schwarzenbachs, die ihre Mutter gemacht hatte. Wegen ihrer abenteuerlichen Lebensgeschichte und ihres attraktiven, androgynen Äußeren wurde sie zu einer Kultfigur.
Linsmayer konnte sich die Rechte an Schwarzenbachs Texten sichern und brachte 1987 Das glückliche Tal neu heraus. Die Rechte an den anderen Texten trat er an Roger Perret ab, der ab 1988 im Basler Lenos Verlag begann, das Gesamtwerk Schwarzenbachs herauszugeben. Die Gesamtausgabe entwickelte sich zu einem grossen Erfolg und wurde in zahlreiche Sprachen übersetzt.
1989 erschien die erste Biografie Schwarzenbachs mit dem Titel L'ange inconsolable (deutsch Der untröstliche Engel). Nicole Müller und Dominique Laure Miermont hatten dafür noch Zeitzeugen befragen können. Zahlreiche weitere Biografien folgten, darunter 2004 eine von Miermont völlig neu geschriebene Biografie (Annemarie Schwarzenbach ou le mal d’Europe, deutsch Annemarie Schwarzenbach. Eine beflügelte Unschuld).
Inzwischen gilt Schwarzenbach neben Nicolas Bouvier und Ella Maillart als eine der drei grossen Schweizer Reiseschriftstellerinnen und -schriftsteller. Trotzdem stellte der Literaturwissenschaftler Walter Fähnders noch 2008 fest, dass das Werk Schwarzenbachs „ganz und gar im Schatten der Biografie“ steht. Selbst Werkanalysen würden häufig „allein biografisch ausgedeutet und ausgebeutet“.
2025 hat der Exekutivrat der UNESCO in Paris der Aufnahme der Nachlässe der Schweizer Schriftstellerinnen Annemarie Schwarzenbach und Ella Maillart in das Register des Weltdokumentenerbes zugestimmt. Damit würdigt das Gremium zwei Pionierinnen des Reisetagebuchs.

## Schriften
- Beiträge zur Geschichte des Oberengadins im Mittelalter und zu Beginn der Neuzeit, Zürich, Univ., Diss., 1931; In Format und Typographie leicht modifizierter, im Text unveränd. Nachdr. der Ausg. Zürich (Buchdruckerei Leemann, 1931. Nach einem Archivstück der Zürcher Zentralbibliothek, Zürich : H. P. Manz, 2007)
- Bibliographie der Schriften Annemarie Schwarzenbachs (auch ihrer nicht selbstständig erschienenen Texte) in: Walter Fähnders, Sabine Rohlf (Hrsg.): Annemarie Schwarzenbach. Analysen und Erstdrucke. Mit einer Schwarzenbach-Bibliographie. Aisthesis, Bielefeld 2005, ISBN 3-89528-452-1.
- Das glückliche Tal. Mit einer Biographie der Autorin von Charles Linsmayer. (= Reprinted by Huber, Nr. 1). 6. Aufl. Huber Verlag, Frauenfeld 2001, ISBN 3-7193-0982-7.
- Lyrische Novelle. Neuauflage. Herausgegeben von Roger Perret. Lenos, Basel 1993, ISBN 3-85787-653-0.
- Bei diesem Regen. Erzählungen. Erstausgabe. Herausgegeben von Roger Perret. Lenos, Basel 1989, ISBN 3-85787-182-2.
- Auf der Schattenseite. Ausgewählte Reportagen, Feuilletons und Fotografien 1933–1942. Erstausgabe. Herausgegeben von Regina Dieterle und Roger Perret. Lenos, Basel 1995, ISBN 3-85787-241-1.
- Jenseits von New York. Ausgewählte Reportagen, Feuilletons und Fotografien aus den USA 1936–1938. Erstausgabe. Herausgegeben von Roger Perret. Lenos, Basel 1992, ISBN 3-85787-216-0.
- Tod in Persien. Erstausgabe. Herausgegeben von Roger Perret. Lenos, Basel 2003, ISBN 3-85787-675-1.
- Freunde um Bernhard. Amalthea-Verlag, Wien 1931.[22]
  - Neuauflage: Freunde um Bernhard. Lenos, Basel 1998, ISBN 3-85787-648-4.
- Flucht nach oben. Roman. Erstausgabe. Herausgegeben von Roger Perret. Lenos, Basel 1999, ISBN 3-85787-280-2.
- Alle Wege sind offen. Die Reise nach Afghanistan 1939/1940. Ausgewählte Texte. Erstausgabe. Herausgegeben von Roger Perret. Lenos, Basel 2000, ISBN 3-85787-749-9.
- Winter in Vorderasien. Neuauflage. Lenos, Basel 2002, ISBN 3-85787-668-9.
- Unsterbliches Blau / Bleu immortel. Reisen nach Afghanistan / Voyages en Afghanistan. (mit Ella Maillart und Nicolas Bouvier.) Herausgegeben von Roger Perret / Sous la direction de Roger Perret. Erstausgabe. Scheidegger & Spiess, Zürich / Editions Zoé, Genf 2003, ISBN 3-85881-148-3.
- Insel Europa. Ausgewählte Reportagen und Feuilletons 1930–1942. Erstausgabe. Herausgegeben von Roger Perret. Lenos, Basel 2005, ISBN 3-85787-369-8.
- Kongo-Ufer / Aus Tetouan. Erstdruck aus dem Nachlass. Esperluète Editions, Noville-sur-Mehaigne 2005, ISBN 2-930223-64-2.
- Lorenz Saladin: Ein Leben für die Berge. Herausgegeben von Robert Steiner und Emil Zopfi. Neuauflage. Lenos, Basel 2007, ISBN 978-3-85787-385-0.
- Georg Trakl. Erstdruck und Kommentar, herausgegeben von Walter Fähnders und Andreas Tobler. In: Mitteilungen aus dem Brenner-Archiv. 23/2004, S. 47–81.
- Pariser Novelle. Erstdruck aus dem Nachlass, herausgegeben von Walter Fähnders. In: Jahrbuch zur Kultur und Literatur der Weimarer Republik. Band 8, 2003, S. 11–35.
- «Wir werden es schon zuwege bringen, das Leben.» Annemarie Schwarzenbach an Klaus und Erika Mann, Briefe 1930–1942. Centaurus, Pfaffenweiler 1993, ISBN 3-89085-681-0.
- Eine Frau zu sehen. Erstdruck aus dem Nachlass. Kein & Aber, Zürich 2008, ISBN 978-3-0369-5523-0.
- Vor Weihnachten. [1933]. Erstdruck aus dem Nachlass. In: Wolfgang Klein u. a. (Hrsg.): Dazwischen. Reisen – Metropolen – Avantgarden. Aisthesis, Bielefeld 2009, ISBN 978-3-89528-731-2, S. 69–79.
- Orientreisen. Reportagen aus der Fremde. Herausgegeben und mit einem Nachwort von Walter Fähnders. 2. Aufl. Edition Ebersbach, Berlin 2011, ISBN 978-3-86915-019-2. Neuausgabe: ebersbach & simon, Berlin 2017 (blue notes), ISBN 978-3-86915-150-2.
- mit Hans-Rudolf Schmid: Schweiz (Ost und Süd) – Was nicht im «Baedeker» steht, Band XV. Piper Verlag, München 1932.
- mit Hans-Rudolf Schmid: Schweiz (Nord und West) – Was nicht im «Baedeker» steht. Band XVI. Piper Verlag, München 1933.
- Das Wunder des Baums. Roman. Aus dem Nachlass herausgegeben und mit einem Nachwort von Sofie Decock, Walter Fähnders und Uta Schaffers. Chronos, Zürich 2011, ISBN 978-3-0340-1063-4.
- Afrikanische Schriften. Reportagen – Lyrik – Autobiographisches. Mit dem Erstdruck von «Marc». Hrsg. von Sofie Decock, Walter Fähnders und Uta Schaffers. Chronos, Zürich 2012, ISBN 978-3-0340-1141-9.
- An den äussersten Flüssen des Paradieses. Porträt einer Reisenden. Eine Textcollage von Roger Perret. Erstausgabe. Lenos, Basel 2016, ISBN 978-3-85787-470-3.
- Frühe Texte von Annemarie Schwarzenbach und ein unbekanntes Foto: Gespräch / Das Märchen von der gefangenen Prinzessin / «mit dem Knaben Michael.» / Erik. In: Gregor Ackermann, Walter Delabar (Hrsg.): Kleiner Mann in Einbahnstrassen. Funde und Auslassungen (= Juni. Magazin für Literatur und Kultur. Heft 53/54.) Aisthesis, Bielefeld 2017, ISBN 978-3-8498-1225-6, S. 152–182.
- Beiträge für die Neue Zürcher Zeitung, z. B. Die Reorganisation der Universität von Stambul, NZZ vom 3. Dezember 1933, S. 8, in Zusammenhang mit den akademischen deutschen Flüchtlingen in der Türkei.
- Alle Wege sind offen. Die Reise nach Afghanistan 1939/1940. Ausgewählte Texte, Briefe und 72 Fotografien von der Autorin. Erweiterte Neuausgabe. Herausgegeben von Roger Perret. Lenos, Basel 2021, ISBN 978 3 03925 011 0.
- Die vierzig Säulen der Erinnerung. Mit einem Nachwort von Walter Fähnders. Golden Luft Verlag, Mainz 2022, ISBN 978-3-9822844-0-8
- Tod in Persien. Erweiterte Neuausgabe mit 80 Fotografien der Autorin. Lenos, Basel 2023, ISBN 978 3 03925 022 6
- Winter in Vorderasien. Tagebuch einer Reise. Neuausgabe mit 96 Fotografien der Autorin. Lenos, Basel 2023, ISBN 978-3-03925-032-5

### Hörbücher
- «Wir werden es schon zuwege bringen, das Leben.» – Briefe an Erika & Klaus Mann 1930–1942. Gelesen von Hannelore Elsner. Kein und Aber Records, 2003.
- Liebeserklärungen einer Reisenden. Gelesen von Bibiana Beglau. Kein und Aber Records, 2007. (Inhaltsangabe, Tondokument)[23] ISBN 978-3-0369-1192-2.

## Fotografien (Auswahl)

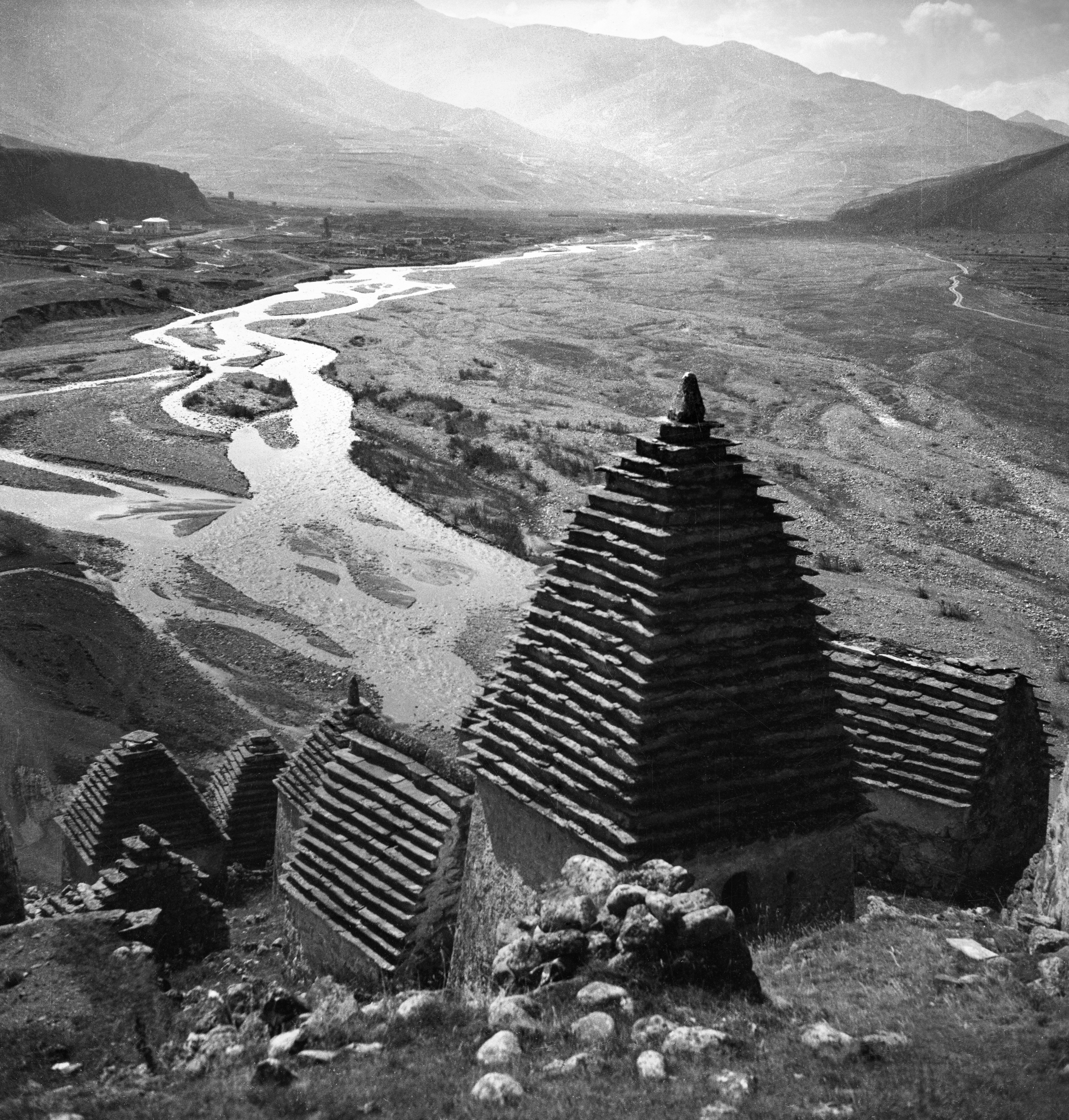
Nekropole (1933)
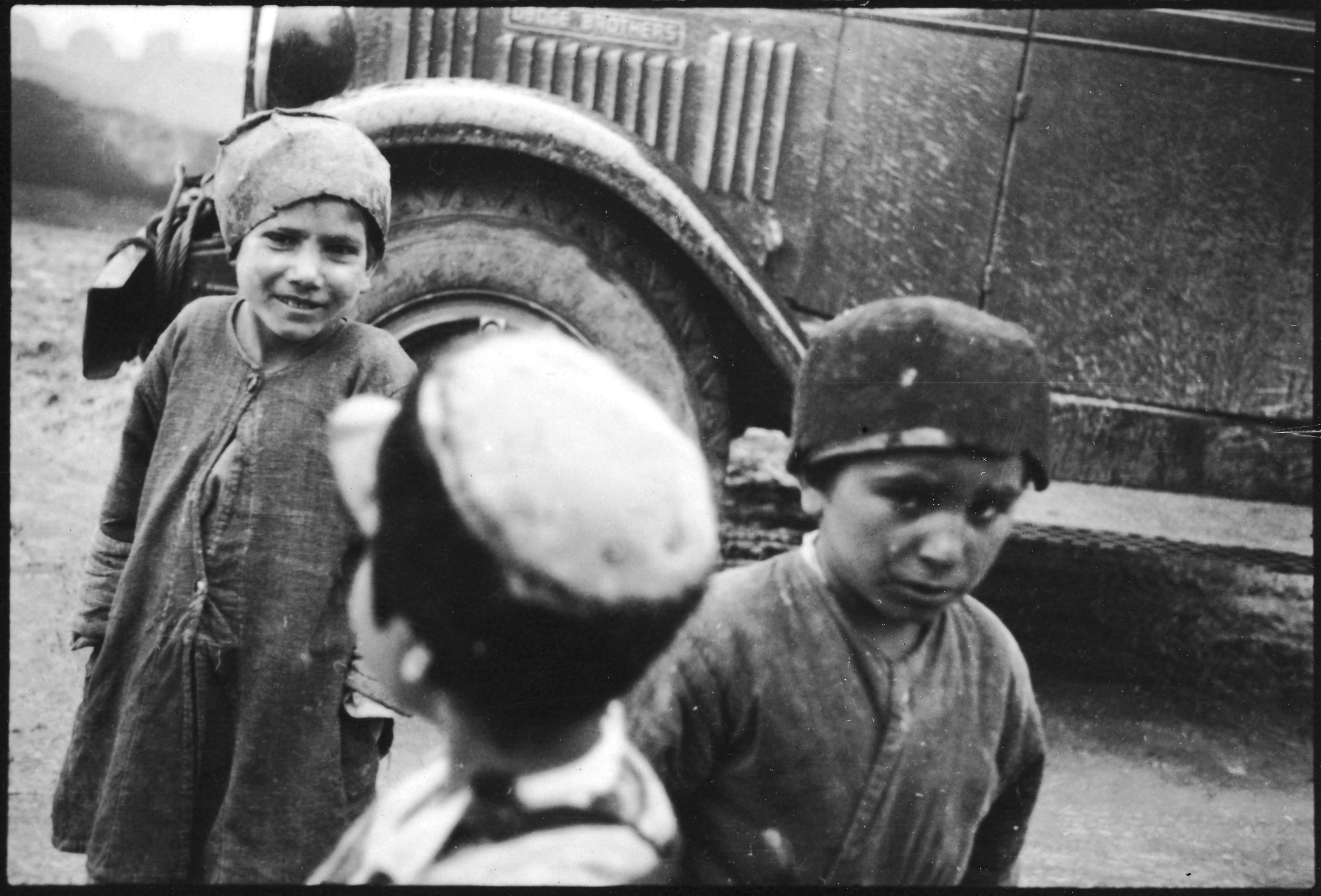
Persepolis (1933/1934)
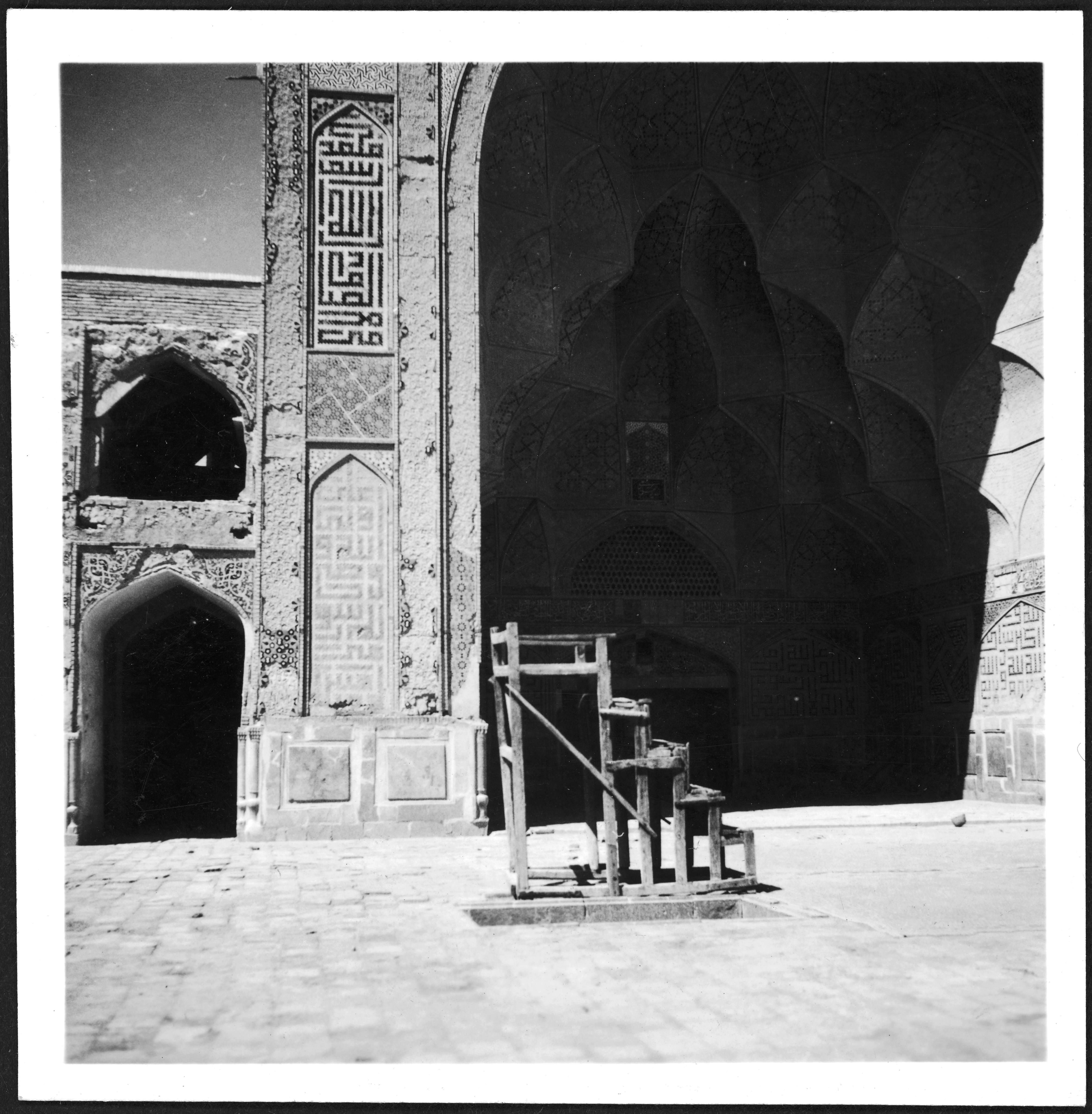
Persien (1934)
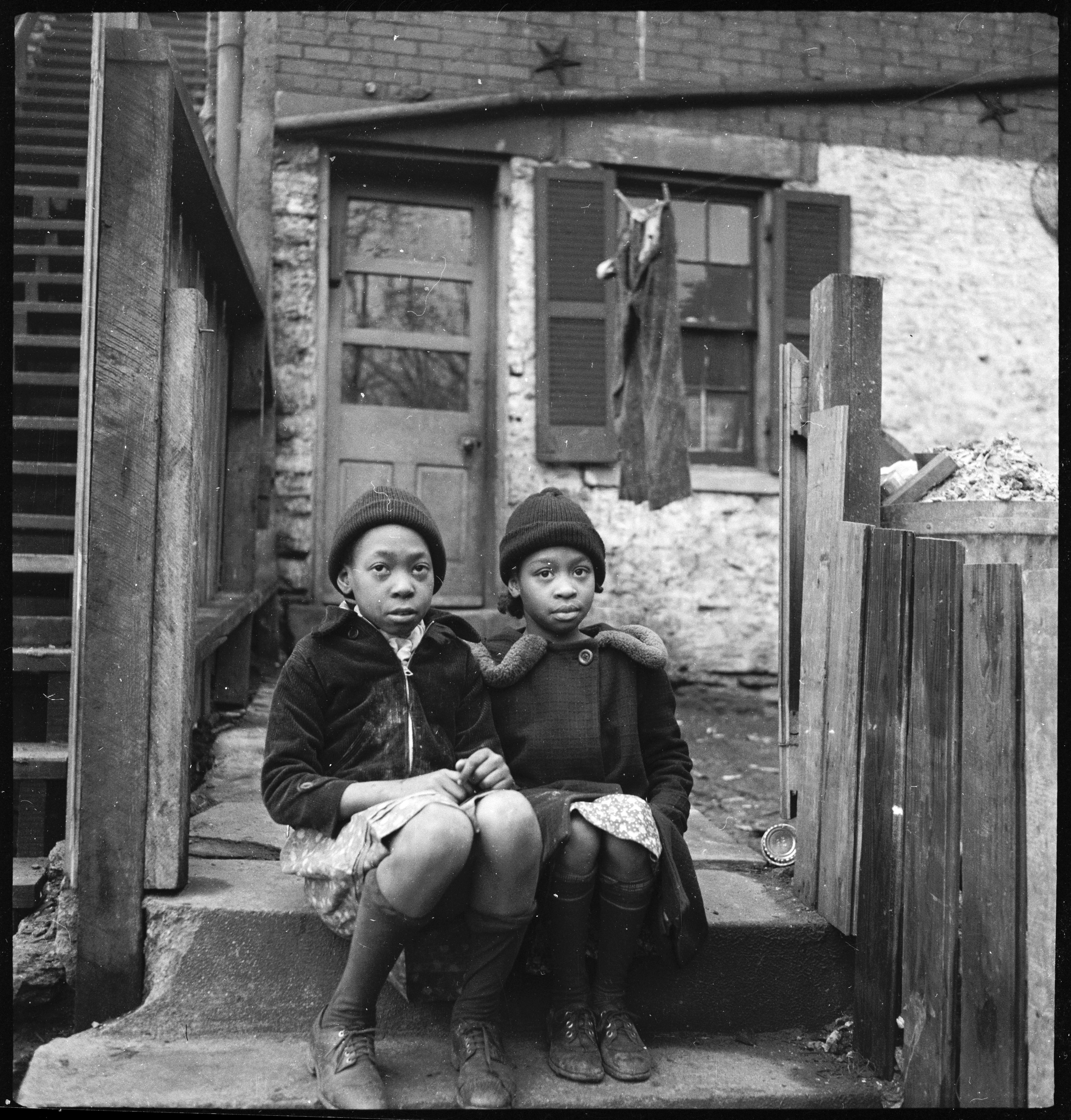
USA (1936)
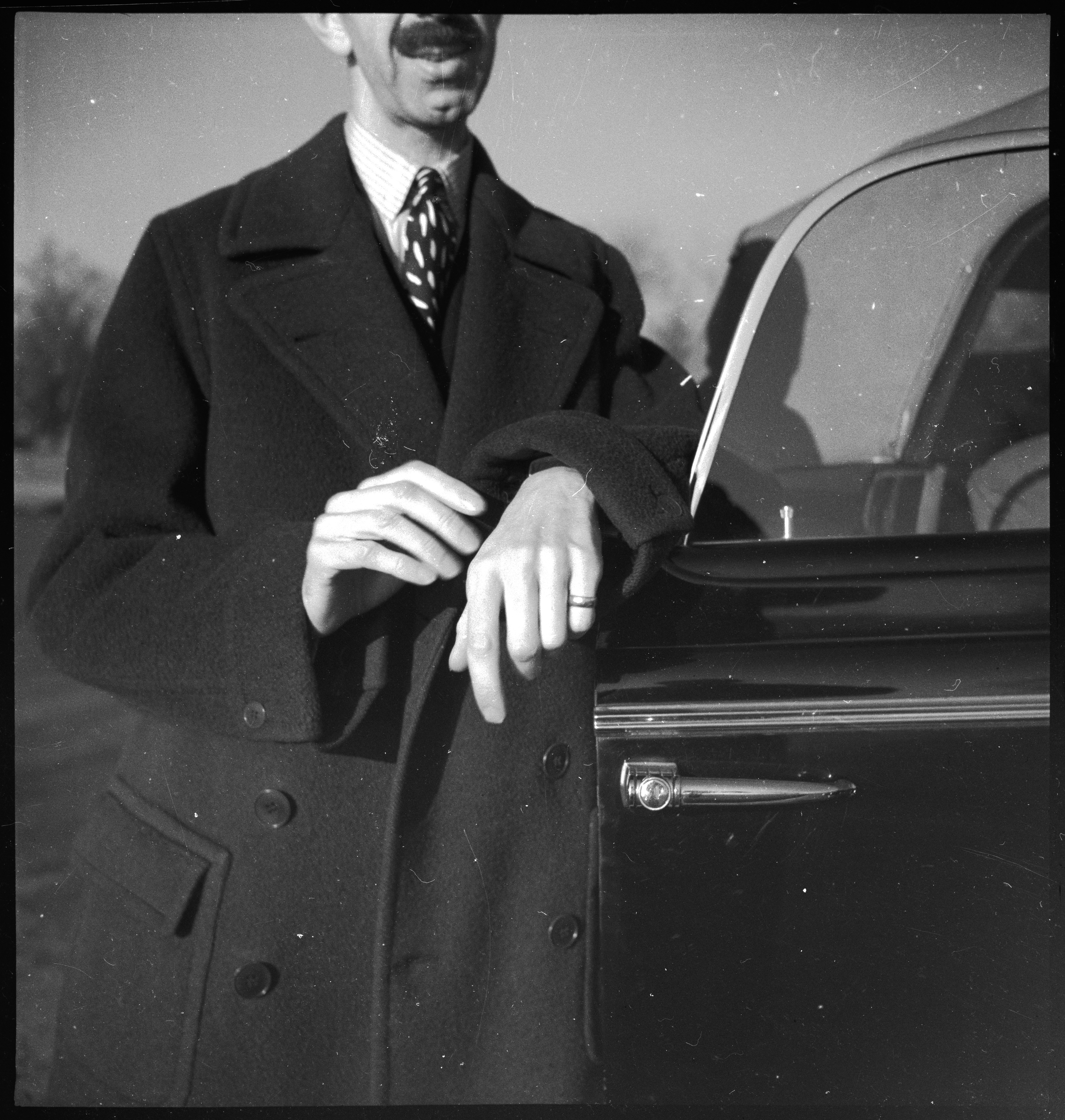
USA (1937)
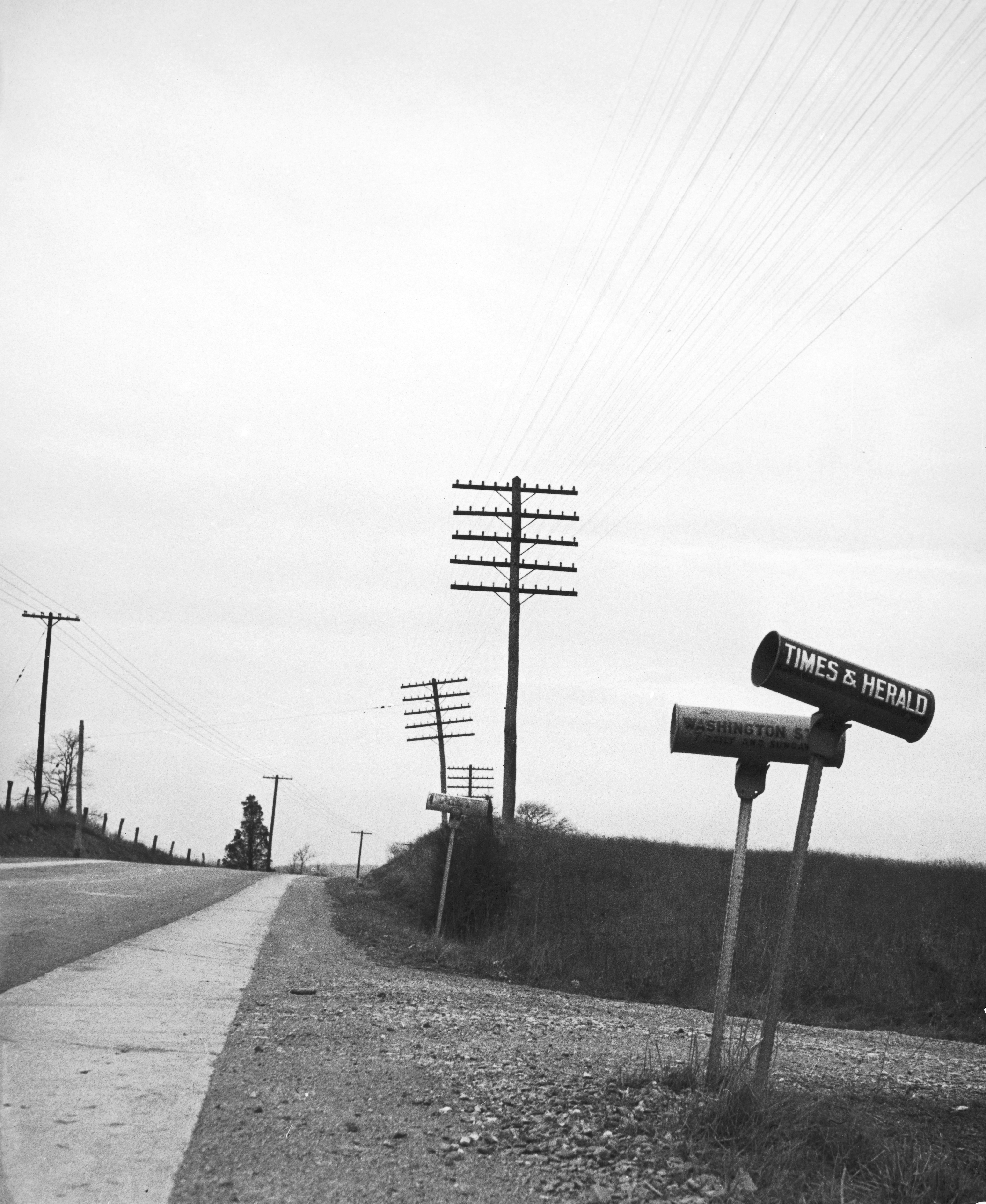
USA (1937)
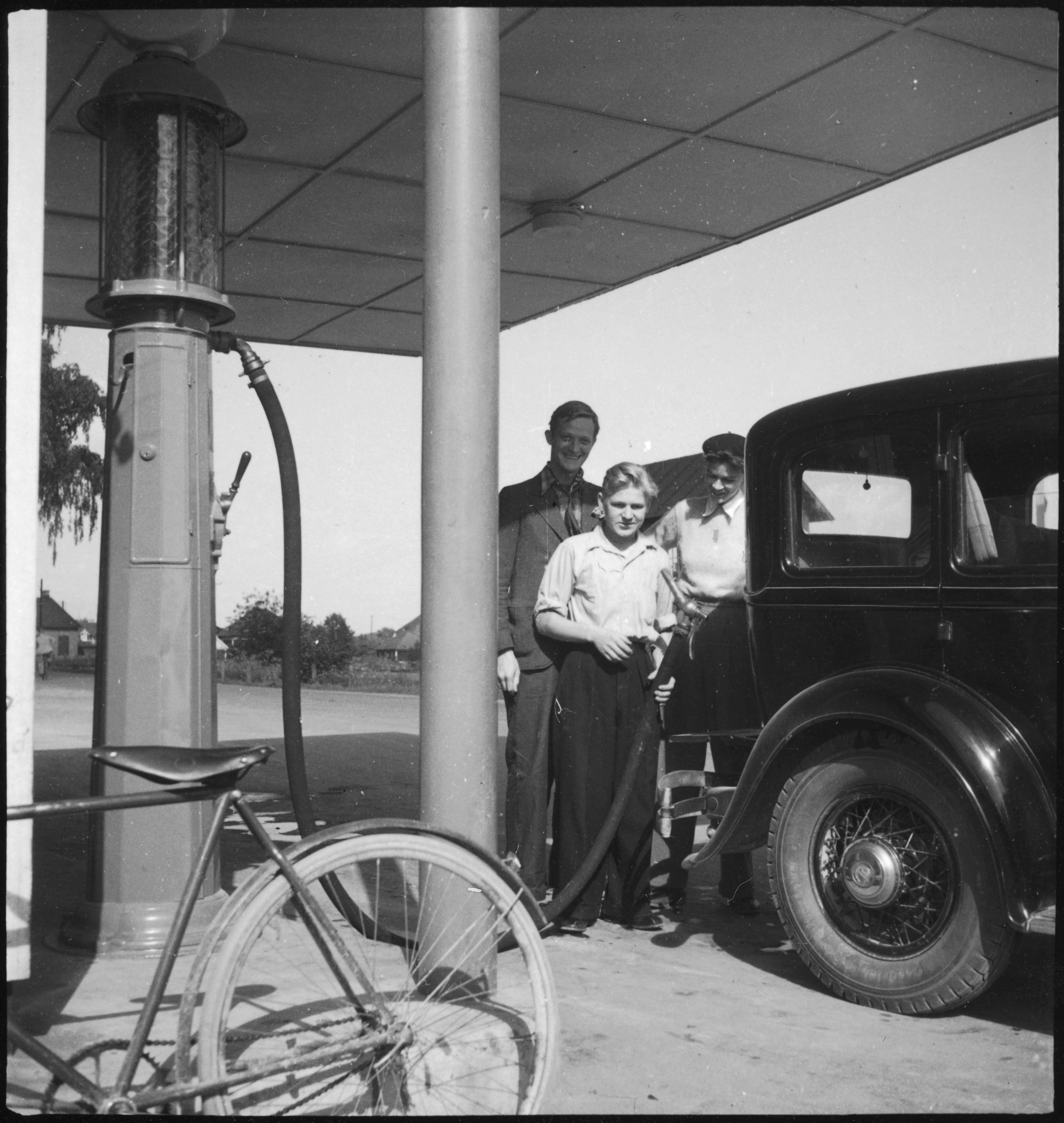
Schweden (1937)
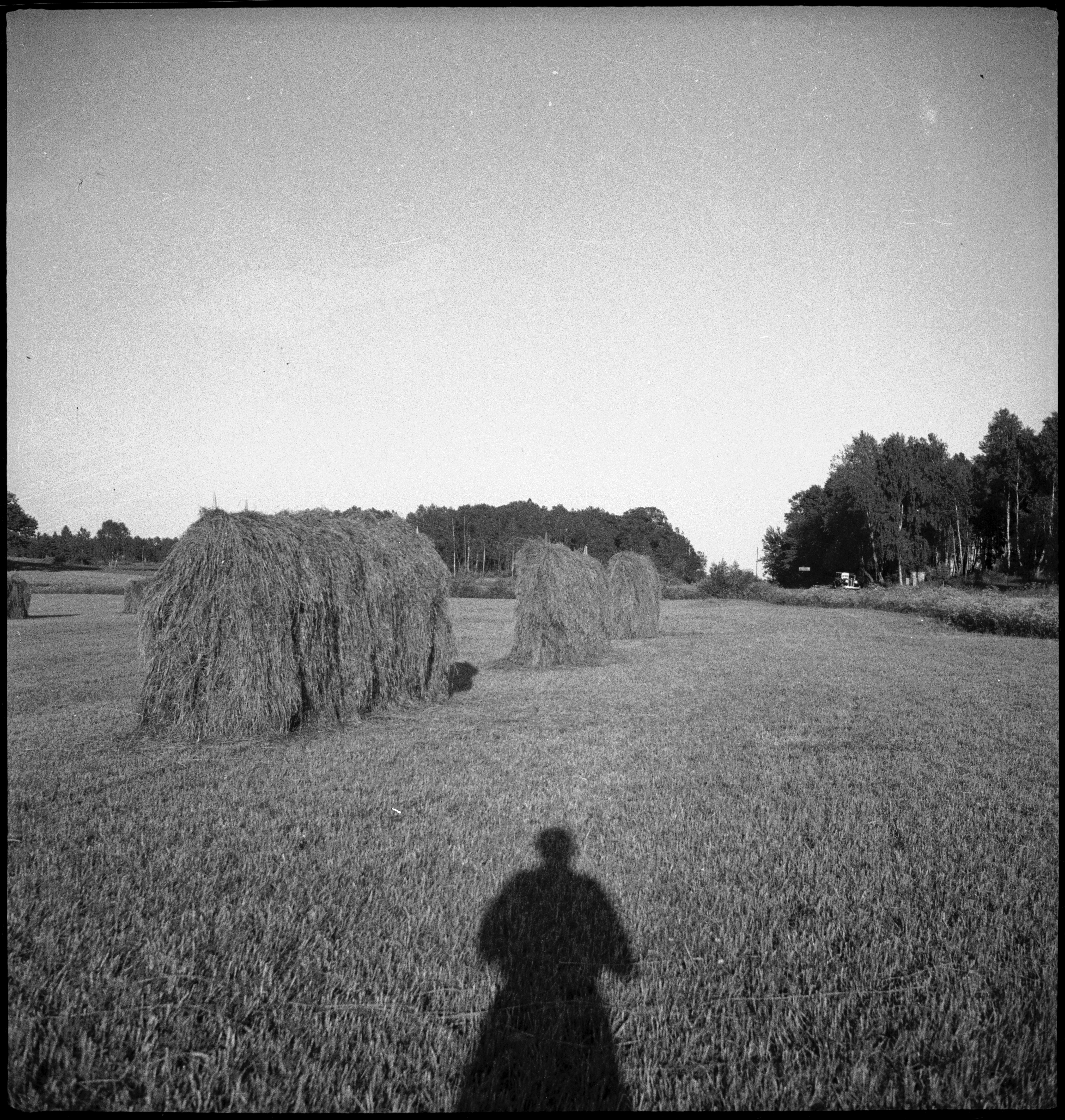
Schweden (1937)
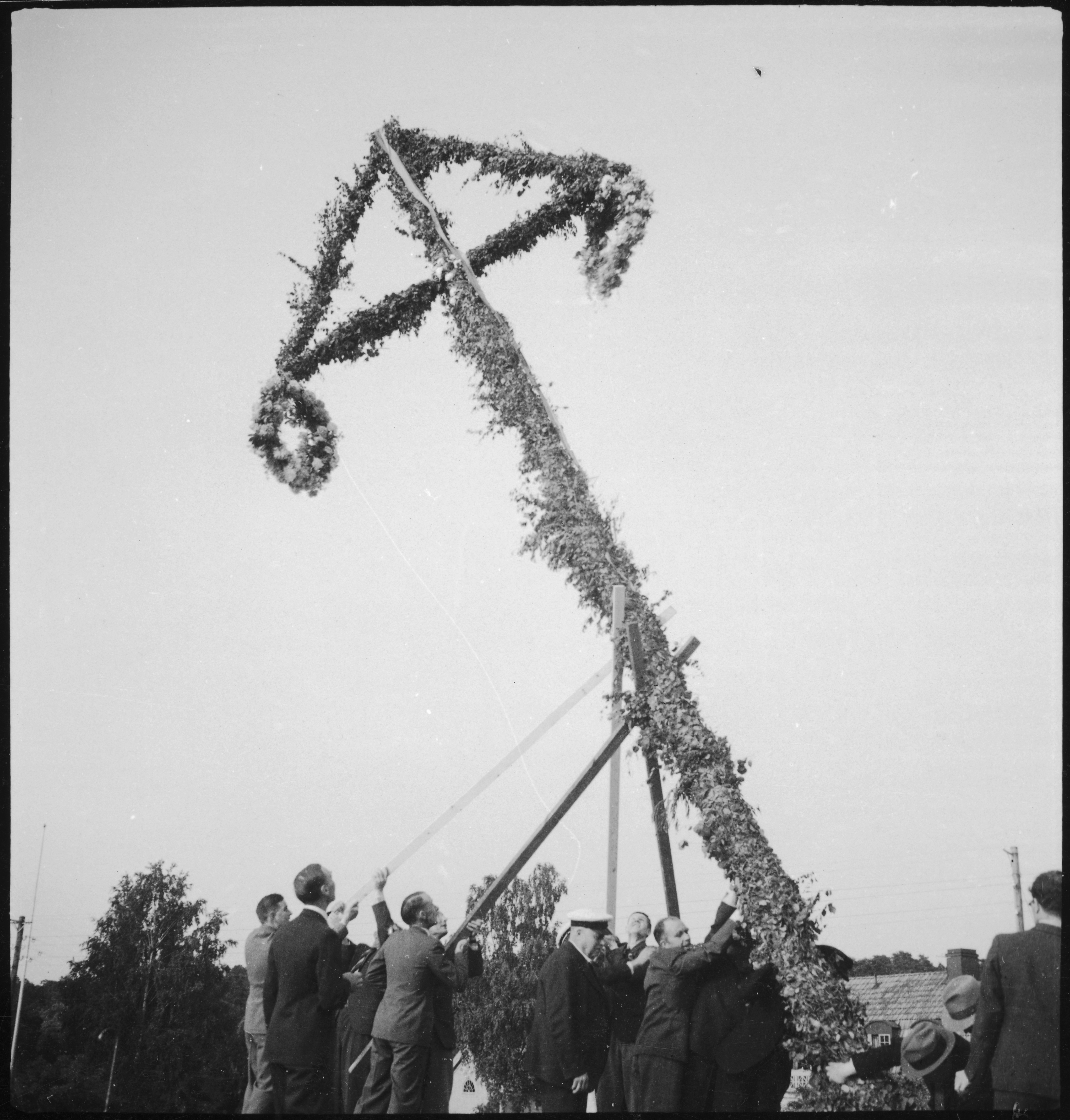
Mittsommerbaum (1937)
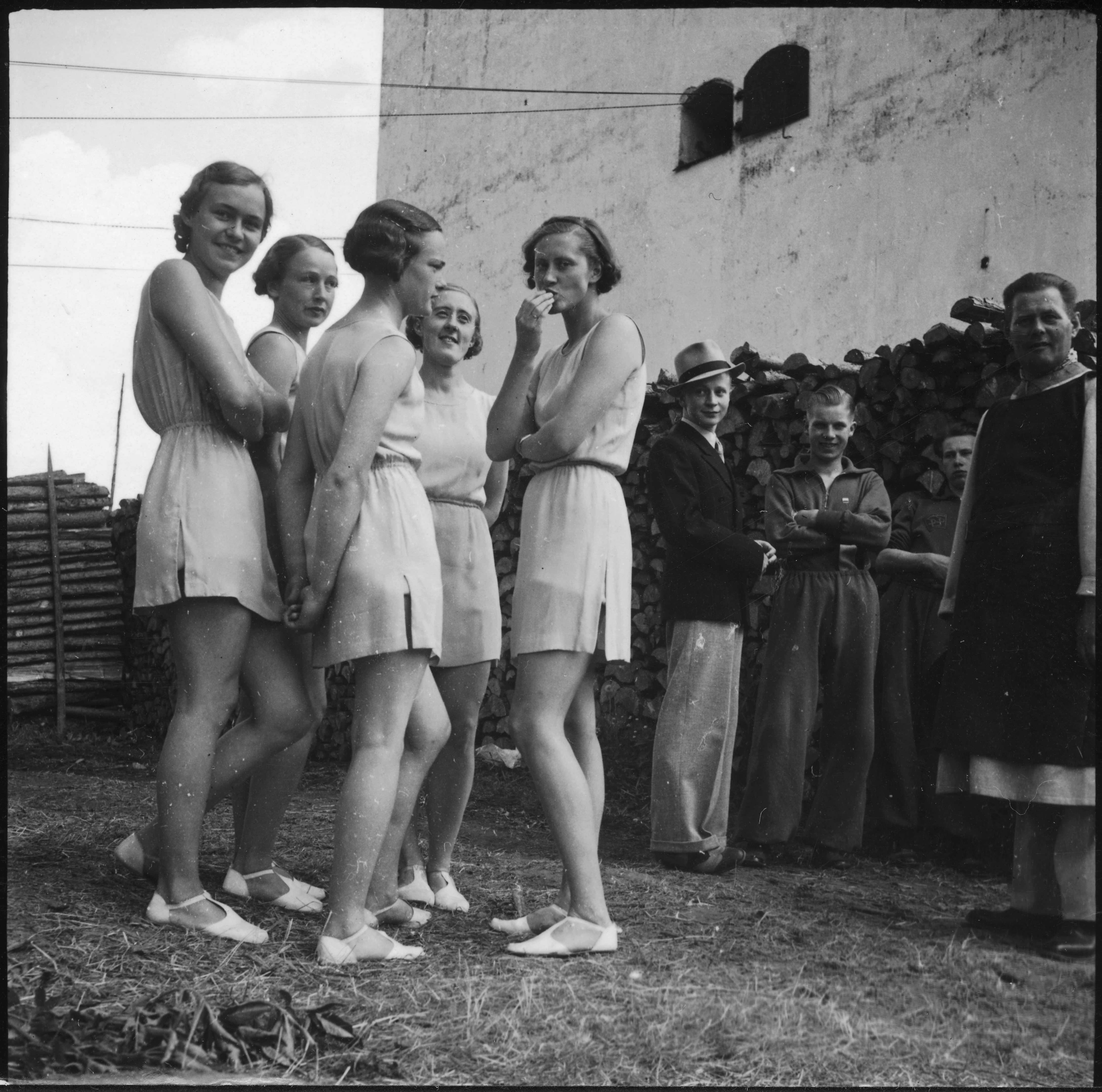
Schweden (1937)
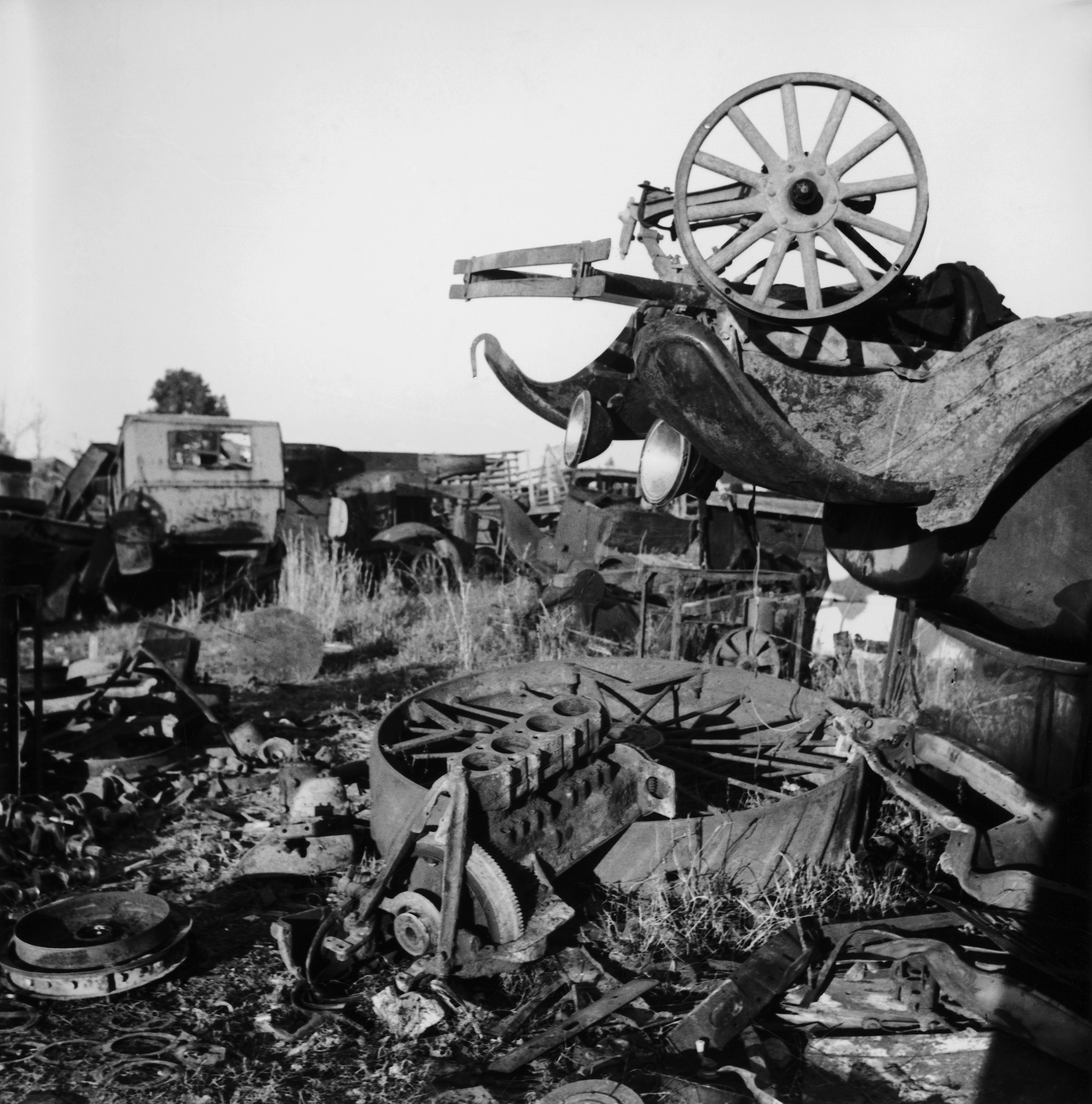
Autofriedhof (1938)
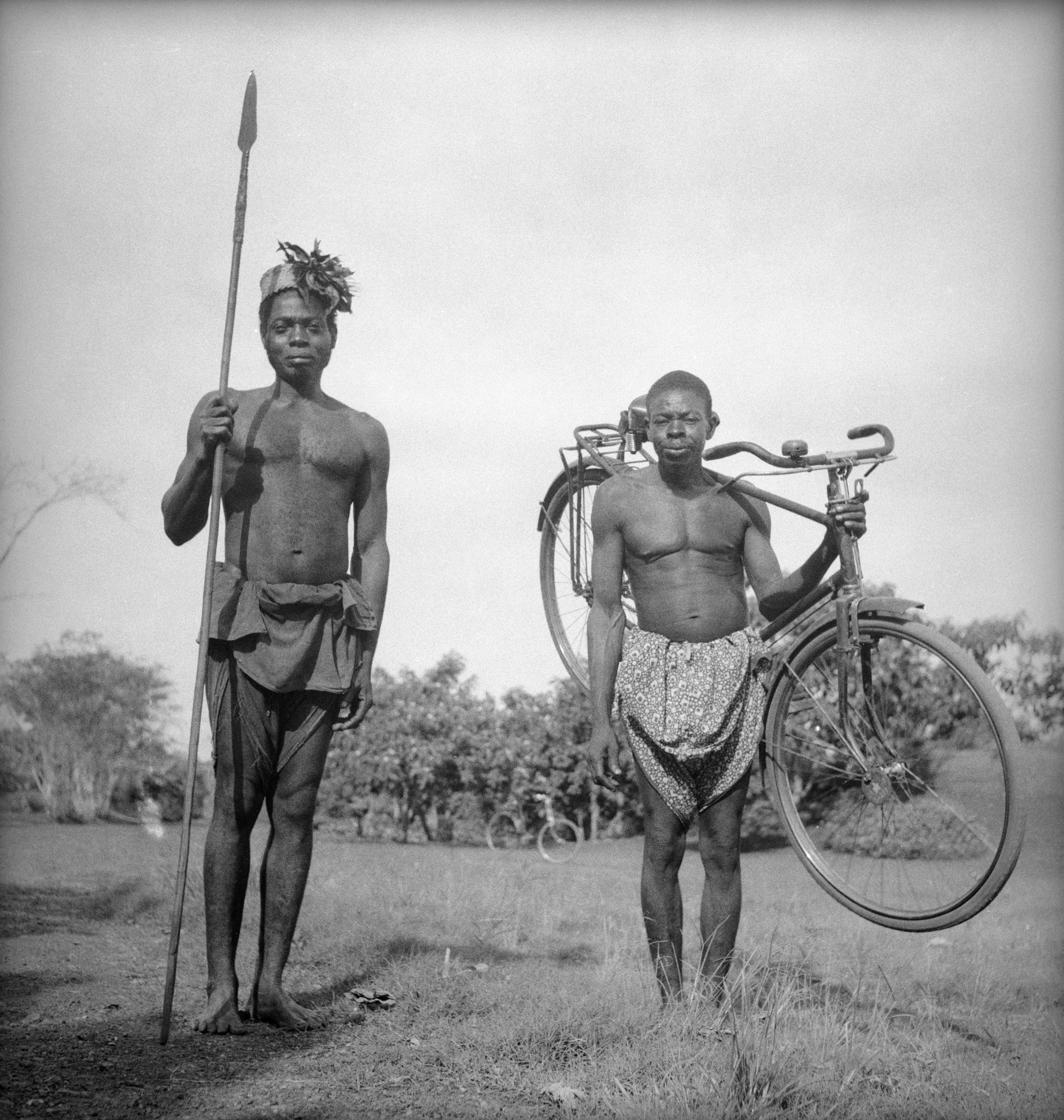
B. Kongo (1941)

## Annemarie Schwarzenbach als literarische Figur
- Robert Cohen: Exil der frechen Frauen. Rotbuch, Berlin 2009, ISBN 978-3-86789-562-0.
- Mathias Enard: Kompass. Hanser, Berlin 2016, ISBN 978-3-446-25315-5.
- María Castrejón und Susanna Martín: ANNEMARIE. Die Comic-Biographie von Annemarie Schwarzenbach. Lenos, Basel 2022, ISBN 978-3-03925-020-2.

## Theater
- 1998: Hélène Bezençon: Arrète de rêver, l’Etrangère. Annemarie Schwarzenbach, une quète, 1929-1942.
- 1998: Hélène Bezençon, Philipp Engelmann, Christoph Keller, Birgit Kempker, Johanna Lier: Ein gefallener Engel im Hotel Schweiz. Annäherungen an Annemarie Schwarzenbach. Eine Theatercollage. Theater an der Winkelwiese Zürich.
- 2003: Matthias Günther, Andreas Tobler: Anne und Ella. Eine Reise nach Kabul. Theater Basel.
- 2015: Le Ruisseau noir. Oper nach dem Leben und Werk von Annemarie Schwarzenbach. Text und Regie: Elsa Rooke. Komposition: Guy-François Leuenberger. Théâtre du Grütli, Genf.
- 2015: Sils-Kaboul. (Nach La voie cruelle von Ella Maillart et Où est la terre des promesses? von Annemarie Schwarzenbach). Regie: Anne Bisang. Théâtre populaire romand, La Chaux-de-Fonds.

## Film
- 2001: Annemarie Schwarzenbach – Schweizerin und Rebellin 1908–1942. Regie: Caroline Bonstein. Dokumentation.
- 2001: Die Reise nach Kafiristan. Buch und Regie: Fosco Dubini, Donatello Dubini, nach der Vorlage Die Afghanistan-Reise.
- 2014: Je suis Annemarie Schwarzenbach. Regie: Véronique Aubouy.
- 2020: The Lost Ones: Annemarie Schwarzenbach - Reisen und Lieben Film von Mathilde Hirsch, Produktion INA, Frankreich.

## Ausstellungen (Auswahl)
- 1999: La voie cruelle, la voie heureuse. Reisen nach Afghanistan 1939/1940 und 1953/1954. (mit Ella Maillart und Nicolas Bouvier.) Fotografien und Texte. Kurator: Roger Perret. (Wanderausstellung 1999–2003)
- 2005: Annemarie Schwarzenbach. Selected Photographs 1933-1940. The Godwin-Ternbach Museum, Queens College, New York.
- 2008: Eine Frau zu sehen. Museum Strauhof Zürich[26] und Literaturhaus Berlin.[27][28]
- 2010: Selbstportraits der Welt. Museu Colecção Bernardo in Lissabon, 2010.
- 2020: Aufbruch ohne Ziel. Annemarie Schwarzenbach als Fotografin. Zentrum Paul Klee, 18. September 2020 bis 3. Januar 2021.[29][30][31][32][33][34][35] Verlängerung bis 9. Mai 2021[36]
- 2022: DEPARTURE WITHOUT DESTINATION. Annemarie Schwarzenbach. The Bechtler Museum of Modern Art, 2. April bis 21. Juli 2022[37]

## Ehrungen (posthum)

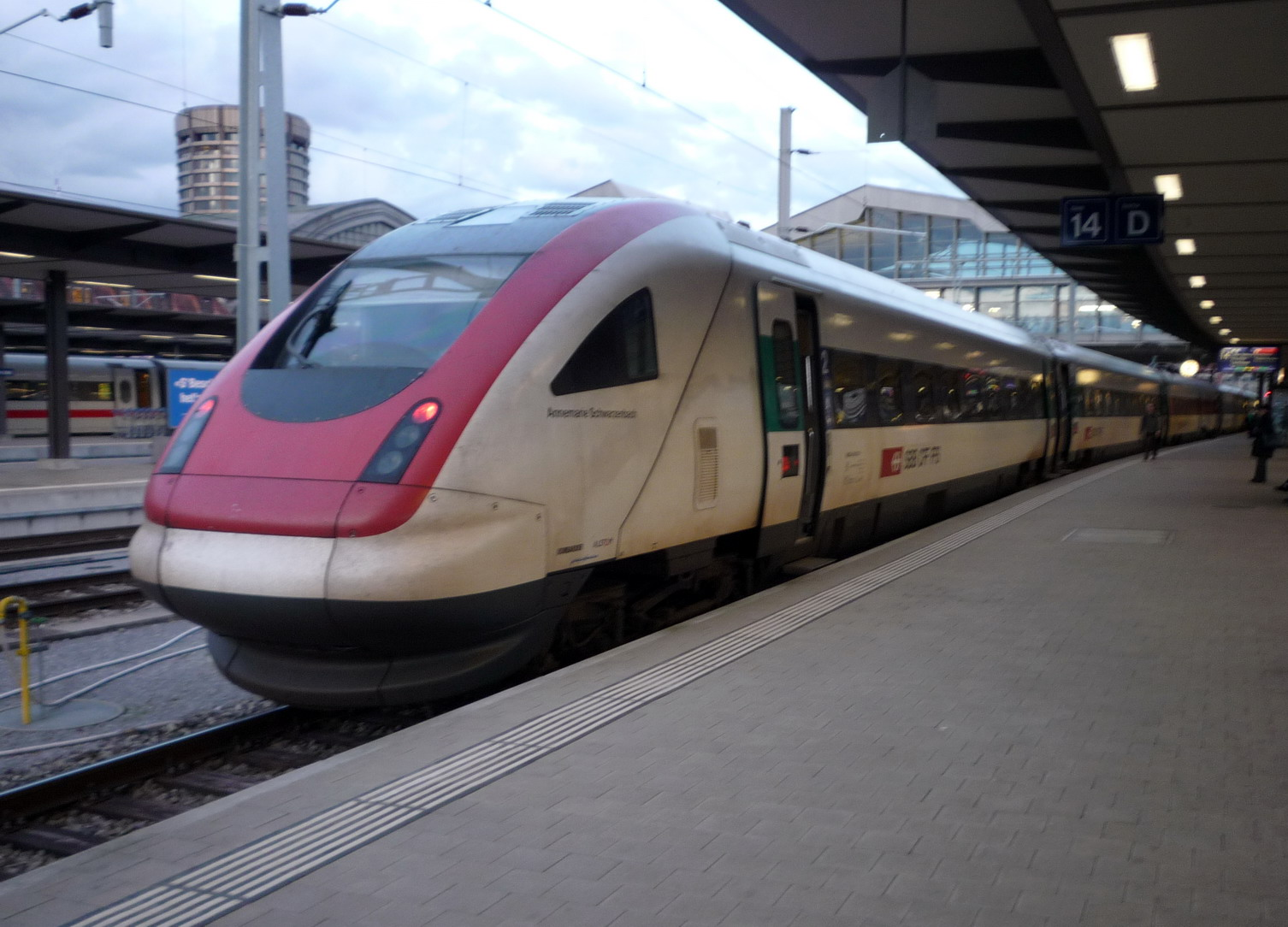
Schweizer InterCity-Neigezug mit Taufname Annemarie Schwarzenbach in Basel

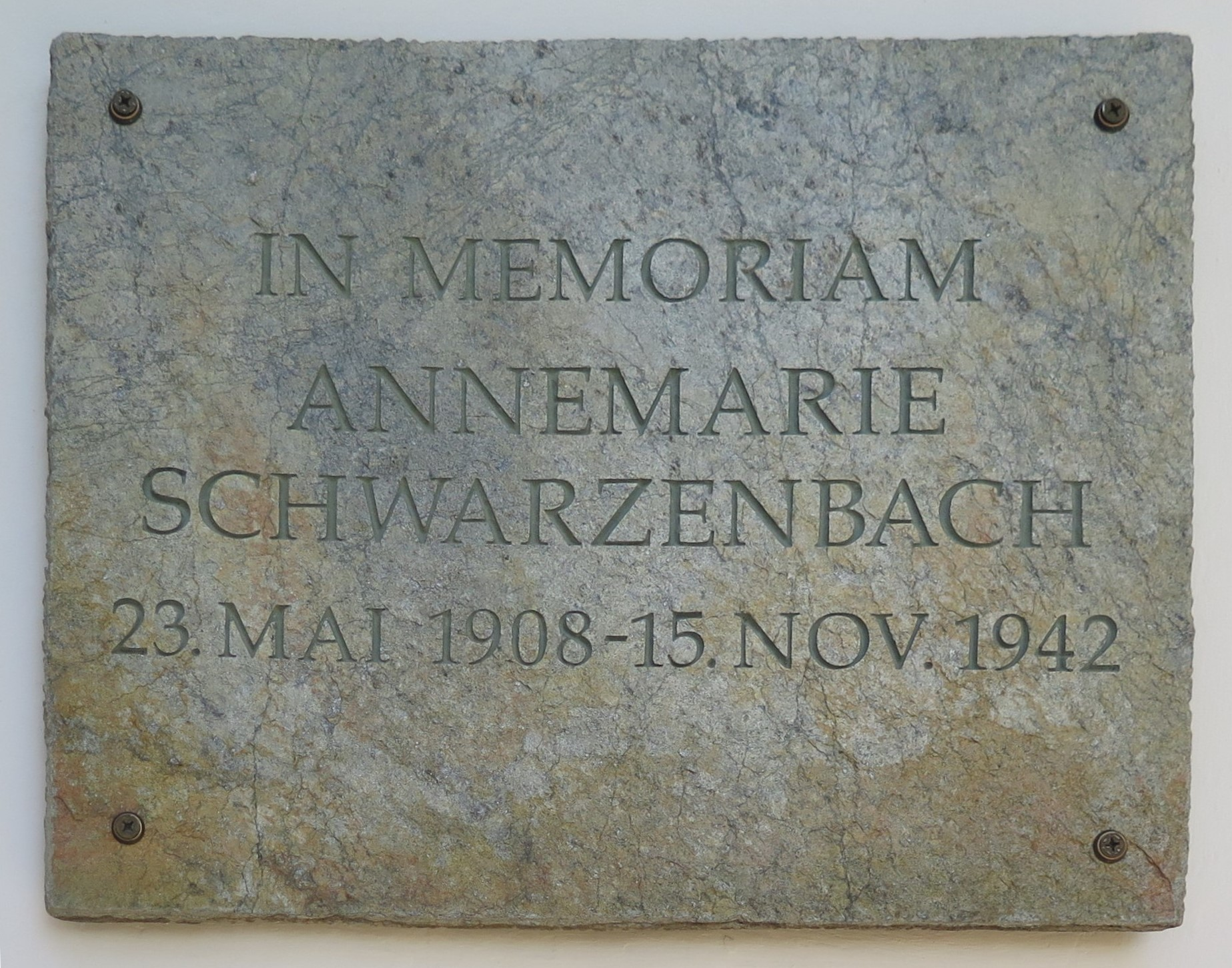
Gedenktafel für Annemarie Schwarzenbach in Sils Baselgia

- Der SBB Intercity Neigezug RABDe 500 002 - 1 trägt den Namen Annemarie Schwarzenbach.
- 2025: Aufnahme des Nachlasses im Register des Weltdokumentenerbes der UNESCO